# Teresa Jornet e Ibars
Teresa Jornet (Aitona, 9 gennaio 1843 – Llíria, 26 agosto 1897), fondatrice della congregazione delle Piccole Suore degli Anziani Abbandonati. Fu beatificata nel 1958 e proclamata santa da papa Paolo VI nel 1974.

## Biografia
Teresa Jornet, nell'estate del 1868, fece il suo ingresso al Convento delle Clarisse di Briviesca non lontano da Burgos. Per motivi politici nel 1868 non poté emettere la Professione, in seguito per motivi di salute uscì dal convento. Aderì al progetto del Rev. Don Saturnino Lopez Novoa nel creare un istituto di suore e la prima Casa fu aperta a Barbato, dove ella entrò il 27 gennaio 1872. Divenne Superiora dopo la vestizione che avvenne il 27 gennaio 1873 segnando la nascita del nuovo Istituto. Prima di morire il 26 agosto 1897 a Llíria venne a conoscenza dell'approvazione definitiva da parte della Chiesa delle Costituzioni dell'Istituto.

## Sepoltura
Le sue spoglie mortali rimasero inumate a Liria fino al 1º giugno 1904, poi furono trasportate a Valencia nella chiesa della Casa Madre. Il 25 agosto 1913, costruita la nuova chiesa, la cassa fu deposta nella cripta e sull'urna fu incisa questa iscrizione:

## Culto
La causa di canonizzazione fu introdotta nel 1952 e il 22 gennaio 1957 papa Pio XII ne riconobbe l'eroicità delle virtù attribuendole il titolo di venerabile. Beatificata il 27 aprile 1958, è stata proclamata santa da papa Paolo VI il 27 gennaio 1974.
La sua Memoria liturgica cade il 26 agosto.